# Three Orphan Kittens
Three Orphan Kittens (Brasil: Três Gatinhos Órfãos ) é um curta-metragem estadunidense de 1935 da série Silly Symphonies, produzida pela Walt Disney Productions. Foi o vencedor do Oscar de melhor curta-metragem de animação em 1935. Ele ganhou uma sequência em 1936, More Kittens.

## Enredo
O filme conta a história de três gatinhos (um preta, um laranja e um cinza) e suas aventuras em uma casa. Ela começa com os gatinhos fugindo da neve. Eles, então, observam uma casa vizinha e entram nela para abrigo. Eles chegam na sua cozinha, e começam a brincar lá depois da casa governanta afro-americana (possivelmente uma protótipo de Mammy Two Shoes) terminou de preparar uma refeição. Depois de mais brincadeiras pela casa, o filme muda seu foco para um gatinho especial, o preto, que está perseguindo uma pena e eventualmente acaba caindo em um teclado do piano. O gatinho começa a brincar com a pena andando pelos teclados do piano e acaba prensando as garras na pianola que começa a tocar; ironicamente, ele toca uma variação de "Kitten on the Keys", uma canção composta por Zez Confrey em 1921. Os outros dois gatinhos também vão brincar no piano. Quando a pianola termina sua canção, os gatinhos são pegos pela governanta. Quando ela se prepara para jogá-los fora, ela é interrompida por uma menina, que decide adotar os gatinhos.

## Produção
O filme foi produzido para a série da Disney Silly Symphonies. Na época, Symphonies estavam sendo usadas como um veículo para testar as técnicas que seriam utilizadas em Branca de Neve e os Sete Anões e para fornecer uma informal programa de treinamento para preparar os artistas para as cenas elaboradas que seriam incluídas nas produções de longa-metragem do estúdio. Como tal, os filmes tinham a intenção de focar nos personagens, que se destinavam a ser fofos, ao invés de uma narrativa particularmente desenvolvida. Ele foi dirigido por David Hand, que depois dirigiria Branca de Neve, e animado por Ken Anderson. Como todas as Silly Symphonies feitas após 1932, ele foi produzido em três tiras de Technicolor.

## Lançamentos
O filme foi originalmente lançado nos cinemas dos Estados Unidos em 26 de outubro de 1935. Em 1937, foi re-lançado como parte da série Walt Disney Cartoons dos seus filmes vencedores do Oscar, juntamente com outros quatro curtas vencedores. Após isso, ele não foi liberado novamente até 1993, quando apareceu em uma compilação de videocassete do curtas premiados da Disney intitulado How the Best Was Wonn. Também foi encontrado em fitas VHS de Dumbo, junto com a Father Noah's Ark e  The Practical Pig. Mais recentemente, ele foi lançado para DVD em 2006, como parte da compilação Walt Disney Treasures, More Silly Symphonies.

## Censura
A versão original de Os três gatinhos órfãos contém uma cena em que um dos gatinhos encontram uma boneca que, quando sacudida, torna-se um estereótipo de menina africano-americana, que grita "Mammy!" quando o gatinho se aproxima dela. Nos anos de 1950 e 1960, quando a Disney começou a censurar seus desenhos antes de serem transmitidos na televisão, a cena foi retirada do filme.  O filme apareceu sem censura, pela primeira vez, na liberação em VHS de Dumbo, e em seguida, em More Silly Symphonies em 2006, onde foi colocado em uma seção intitulada "Da Vault", juntamente com outras retratações de caricaturas e estereótipos, que foi precedido por uma introdução de Leonard Maltin.